# أندرو كونواي أيفي
أندرو كونواي أيفي (بالإنجليزية: Andrew Conway Ivy)‏ هو أستاذ جامعي أمريكي، ولد في 7 فبراير 1893 في فارمينغتون في الولايات المتحدة، وتوفي في 25 فبراير 1978 في إلينوي في الولايات المتحدة.